# Rekha
Rekha Ganesan (tamilski: ரேகா, hindi: रेखा, urdu: ریکھا; urodz. 10 października 1954) – indyjska aktorka.

## Filmografia
- Yamla Pagla Deewana: Phir Se (2018)
- Shamitabh (2015)
- Super Nani (2014) – Bharti Bhatia
- Sadiyaan: Boundaries Divide... Love Unites (2010) – Amrit Kaur
- Yatra (2006) – Lajwanti 'Lajjo' 'Miss Lisa'
- Kudiyon Ka Hai Zamana (2006) – Mayuri
- Krrish (2006) – Sonia Mehra
- Poślubiona (2005) – Moulin Rouge śpiewaczka
- Bachke Rehna Re Baba (2005) – Rukmini/Richa/Gurpreet
- Znalazłem cię (2003) – Sonia Mehra
- Duch (2003) – Sarita
- Moje serce należy do ciebie (2002) – Saritaji
- Lajja (2001) – Ramdulaari
- Zubeidaa (2001) – Maharani Mandira Devi
- Bulandi (2000) – Lakshmi
- Qila (1998) – Yamini
- Udaan (1997) – Varsha Sahay
- Aastha (1997) – Mansi
- Kamasutra (1996) – Rasa Devi
- Khiladiyon Ka Khiladi (1996) – Maya
- Aurat Aurat Aurat (1996) – Sita Vajpai
- Ab Insaf Hoga (1995)
- Nishana (1995)
- Phool Bane Angaarey (1991) – Namrata
- Ye Aag Kab Bujhegi (1991) – Radha
- Amiri Garibi (1990) – Sona
- Souten Ki Beti (1990) – Radha
- BahuRani (1990) – Madhuri
- Azaad Desh Ke Gulam (1990) – Bharti Bhandari
- Mera Pati Sirf Mera Hai (1990) – Sharda
- Bhrashtachar (1989) – Bhavani
- Ladaai (1989)
- Kasam Suhaag Ki (1989)
- Sansaar (1989) – Uma
- Biwi Ho To Aisi (1988) – Shalu Mehra
- Ek Naya Rishta (1988)
- Ijaazat (1988) – Sudha
- Khoon Bhari Maang (1988) – Aarti Verma/Jyoti
- Soorma Bhopali (1988) – (gościnnie)
- Jaan Hatheli Pe (1987)
- Jhoothi (1986) – Kalpana
- Insaaf Ki Awaaz (1986) – Jhansi
- Jaal (1986) – Amita
- Locket (1986) – Shalu
- Musafir (1986)
- Sadaa Suhagan (1986) – Laxmi
- Faasle (1986) – Maya
- Pyar Ki Jeet (1985) – Shalu
- Zameen Aasman (1984)
- Asha Jyoti (1984)
- Bindiya Chamkegi (1984) – Bindiya
- Agar Tum Na Hote (1983) – Neena Mehra / Radha Bedi
- Mujhe Insaaf Chahiye (1983)
- Film Hi Film (1983) –
- Prem Tapasya (1983) – Bela
- Apna Bana Lo (1982) – Roopadevi
- Maati Maangey Khoon (1982)
- Raaste Pyar Ke (1982)
- Jeevan Dhaara (1982) – Sangeeta Shrivastav
- Deedar-E-Yaar (1982) – Husna
- Mehedi Rang Layegi (1982) – Kalpana
- Vijeta (1982) – Neelima
- Ek Hi Bhool (1981) – Sadhana Srivastav
- Baseraa (1981) – Poornima „Nima” Kohli
- Umrao Jaan (1981) – Amiran/Umrao Jaan
- Silsila (1981) – Chandni
- Saajan Ki Saheli (1981) – Munmun
- Neeyat (1980)
- Agreement (1980) – Mala Mathur
- Khubsoorat
- Jal Mahal (1980)
- Kali Ghata (1980) – Rekha/Rashmi
- Judaai (1980) – Gauri
- Aanchal (1980)
- Jaani Dushman (1979)
- Do Shikaari (1979) – Sunita
- Suhaag (1979) – Basanti
- Kartavya (1979)
- Prem Bandhan (1979)
- Muqaddar Ka Sikandar (1978) – Zohrabai
- Do Musafir (1978) – Bijli
- Karmyogi (1978)
- Ghar (1978) – Aarti Chandra
- Ganga Ki Saugand (1978) – Dhaniya
- Farishta Ya Qatil (1977)
- Kachcha Chor (1977)
- Ram Bharose (1977)
- Imaan Dharam (1977)
- Alaap (1977) – Radhiya
- Kabeela (1976)
- Khalifa (1976)
- Santan (1976)
- Do Anjaane (1976) – Rekha/Sunita Devi
- Aakraman (1975)
- Dharmatma (1975) – Anu
- Dharam Karam (1975) – Basanti
- Woh Main Nahin (1974)
- Namak Haraam (1973) – Shyama
- Kahani Kismat Ki (1973) – Rekha
- Anokhi Ada (1973) – Neeta Gupta
- Dharma (film) (1973)
- Gora Aur Kala (1972) – Phoolwa
- Rampur Ka Lakshman (1972)
- Saaz Aur Sanam (1971)
- Barkha Bahar (1971)
- Amma Kosam (1970)
- Sawan Bhadon (1970) – Chanda